# 우마카와촌
우마카와촌(馬川村)은 아키타현 중앙부에 위치했던 촌이다.

## 역사
- 1889년 4월 1일 - 정촌제 시행에 의해 4개의 촌이 합병해, 우마카와촌이 성립하였다.
- 1942년 4월 1일 - 고조메정에 편입되어 소멸하였다.

## 참고문헌
- "시정명변천사전』도쿄도출판사(東京堂出版), 1990년.